# Nueva Alborada
Nueva Alborada è un centro abitato del Paraguay, nel dipartimento di Itapúa. La località forma uno dei 30 distretti in cui è suddiviso il dipartimento.

## Popolazione
Al censimento del 2002 Nueva Alborada contava una popolazione urbana di 270 abitanti (6.533 nel distretto), secondo i dati della Dirección General de Estadística, Encuestas y Censos.

## Storia
Nei primi decenni del XX secolo il luogo faceva parte di un grande latifondo denominato Fundación Rafael Herrera Vegas, dove si coltivava principalmente l'erba mate. L'arrivo di coloni brasiliani di lingua tedesca, finlandesi, ucraini, russi, polacchi e spagnoli portarono alla fondazione ufficiale di Nueva Alborada nel 1924.